# Zhongzhai (sockenhuvudort i Kina, Jiangxi Sheng, lat 24,74, long 114,40)
Zhongzhai är en sockenhuvudort i Kina. Den ligger i provinsen Jiangxi, i den sydöstra delen av landet, omkring 460 kilometer söder om provinshuvudstaden Nanchang. Antalet invånare är 12 304. Befolkningen består av 6 049 kvinnor och 6 255 män. Barn under 15 år utgör 20,0 %, vuxna 15-64 år 70 %, och äldre över 65 år 9,0 %.
Runt Zhongzhai är det ganska tätbefolkat, med 179 invånare per kvadratkilometer. Närmaste större samhälle är Jinlong, 13,8 km öster om Zhongzhai. I omgivningarna runt Zhongzhai växer i huvudsak städsegrön lövskog.
Genomsnittlig årsnederbörd är 2 147 millimeter. Den regnigaste månaden är maj, med i genomsnitt 412 mm nederbörd, och den torraste är oktober, med 15 mm nederbörd.